# Бялоблоце (Любуське воєводство)
Бялоблоце (пол. Białobłocie, нім. Bürgerbruch) — село в Польщі, у гміні Дещно Гожовського повіту Любуського воєводства.
Населення — 222 особи (2011).
У 1975-1998 роках село належало до Гожовського воєводства.

## Демографія
Демографічна структура станом на 31 березня 2011 року:
|          | Загалом | Допрацездатний вік | Працездатний вік | Постпрацездатний вік |
| -------- | ------- | ------------------ | ---------------- | -------------------- |
| Чоловіки | 100     | 19                 | 74               | 7                    |
| Жінки    | 122     | 33                 | 69               | 20                   |
| Разом    | 222     | 52                 | 143              | 27                   |